# Cleidion macarangoides
Cleidion macarangoides är en törelväxtart som beskrevs av André Guillaumin. Cleidion macarangoides ingår i släktet Cleidion och familjen törelväxter. Inga underarter finns listade i Catalogue of Life.